# 大力士作戰
大力士作戰（德語：Unternehmen Herkules）是第二次世界大戰期間德國與義大利對馬爾他進攻的行動代號，義軍稱其為「C3作戰」（Operazione C3），此作戰從未被執行過。大力士作戰是德軍希望藉由透過海空入侵行動，將作為英軍於地中海海空基地的馬爾他佔領，拔除其艦隊與轟炸機對軸心軍自義大利半島運往利比亞的補給船隊之威脅，以確保北非軸心軍的戰鬥能力，然而由於北非戰場局勢的改變，此作戰於1942年11月取消。